# Осада Ляховичей
Оса́да Ля́ховичей — один из эпизодов русско-польской войны 1654—1667. 23 марта 1660 года русская армия князя Ивана Хованского, установив контроль над большей частью Великого княжества Литовского, осадила польско-литовский гарнизон Ляховичской крепости.

## Ход осады
Ещё 20 марта Хованский отправил на переговоры делегацию из дворян и полковников с предложением сдать город «без крови». Комендант Ляховичской крепости Николай Юдицкий с гарнизоном и жители Ляхович с окрестностями отказались вести переговоры. Отказ последовал и на подобное предложение, последовавшее 23 марта.
В ночь на 26 марта, за полчаса до рассвета, начался штурм. Пехота, казаки и полоцкие шляхтичи незаметно подошли к стенам и взобрались на них, водрузив даже знамёна. Но неизбежный в ночном бою «ясачный крик» (пароль) «Царев город!» заставил защитников Ляховичей, которых насчитывалось около 2500 человек, броситься на стены, откуда они сбили немногих забравшихся и стрельбой и камнями стали поражать штурмующих. Бой продолжался до трёх часов дня. С тяжелыми потерями — 10 старших офицеров и две сотни ратников (из них 30 человек убитыми) — русским пришлось отступить.
Царь, при известии о неудаче, запретил новые штурмы и сделал Хованскому выговор. Осада крепости была серьёзно осложнена нехваткой «стенобитного наряда» (осадной артиллерии) и пехоты, при этом орудия крепости доставали до русского лагеря. Войска Хованского подвергались атакам вражеской конницы из-под Слуцка и Несвижа, которую не удалось нейтрализовать. Осаждающие отвели воду, осушив ров, подожгли деревянные строения в замке.
15 мая ввиду активизации польско-литовских войск последовал новый штурм. В нём приняли участие дворяне отборных сотен, полк В. Кунингама и московские стрельцы, хотя использовать последних на штурмах царь строго запретил. Этот штурм также не увенчался успехом. Потеряв несколько сотен человек, русские отступили.
27 мая к Хованскому присоединился полк Семёна Змеева (58 рейтар, 60 человек могилёвской шляхты, 330 донских казаков, солдатский полк в 853 человека, солдатская шквадрона в 600 человек, 30 человек витебской шляхты). По дороге, за 15 вёрст от Слуцка, Змеев был вынужден дать бой посланному против него отряду (2 роты гусар, 5 рот шляхты, 4 роты татар, 300 человек пехоты). Разбив противника, Змеев захватил в плен хорунжего, 30 гусар, 1 татарина, а также трофеи — литавры и «гусарские древки» (копья).

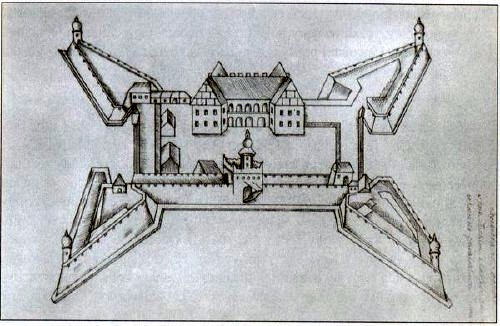
Ляховичский замок в XVII веке

Осада продолжалась до 27 июля 1660 года, когда после поражения армии Хованского под Полонкой, 1500 новгородских драгун и солдат, оставленные Хованским для продолжения осады Ляхович, оставив обоз, без боя сняли осаду и присоединились к отступающей на Полоцк армии князя.